# Johannes Opsopoeus
Pour les articles homonymes, voir Opsopoeus.
Johannes Opsopoeus ou  Jean Opsopœus est un érudit et médecin allemand, né à Bretten le 25 juin 1556 et mort à Heidelberg le 23 septembre 1596.

## Biographie
Ses opinions religieuses (il était calviniste) l'ayant contraint d'abandonner une chaire qu'il occupait à Heidelberg, il se rendit à Francfort, où il entra, comme correcteur, dans l'imprimerie d'André Wechel, passa de là à Paris. Il y étudia la médecine et la philosophie, et fut incarcéré à deux reprises pour s'être exprimé avec une extrême liberté sur des matières religieuses. Il parcourut ensuite l'Angleterre et les Pays-Bas et se fixa enfin à Heidelberg, où il enseigna la physique et la botanique.

## Œuvres
- De partibus corporis humani (Heidelberg, 1595, in-4)
- Oracula metrica Jovis, Apollonis, Hecates, Serapidis, etc. (Paris, 1599, in-8°)
- Oracula magica Zoroastris (Paris, 1599, in-8°)
- Sibyllina oracula, 1599, in-8[1].

## Source
- Grand dictionnaire universel du XIXe siècle